# Леонід Шейка
Леонід Шейка (1932–1970) — сербський архітектор і художник. Був одним із засновників художньої групи «Медіала», брав участь у всіх виставках групи до 1970 року. Його роботи близькі до сюрреалізму, багаті символізмом і глибокою інтелектуальністю.

## Біографія
Леонід Шейка народився 24 квітня 1932 року в Белграді від батька Трофима Васильовича Шейки, який приїхав з України після розпаду імперської Росії, і матері Катаріни Зісич, уродженки арумунської родини Зісіядісів з Валєва. Після закінчення російської початкової школи, чотирьох класів середньої школи та середньої технічної школи (відділення архітектури) у 1949 році він закінчив архітектурний факультет у Белграді в 1960 році. З 1950 року займається живописом. Він був одним із засновників і теоретиків групи Baltazar, яка в 1957 році переросла в групу MEDIALA. З 1961 року був членом УЛУСу. У 1953 році відбулася його перша групова виставка, а в 1958 році — перша персональна виставка в белградській галереї Графички колектив.
Шейка займався також скульптурою, потім об'єктами, книжковими ілюстраціями, сценографією, а також займався нефігуративними експериментами та теорією. Окрім серії статей, опублікованих у журналах (Видици, Поља, Разлог, Данас, Студент и Уметност), він опублікував «Трактат про живопис», за який отримав премію Nolit у 1965 році. Він створив дуже складну роботу, яка виходить із досвіду сюрреалізму та дадаїзму, щоб сформувати індивідуальний вираз у 1960 році, в якому він був особливо стурбований проблемою ролі об'єктів у структурі картини.
Він брав участь у художніх колоніях у Січеві в 1966 році та в Почітеле в 1969 році. Влітку 1967 року він відвідав Мюнхен, Зальцбург і Берн; і навесні 1968 року Цюріх та Франкфурт, щоб влітку того ж року відвідати Італію аж до Неаполя та Помпеї. До кінця життя він жив у Цюріху, Берні та Парижі, а також подорожував до Англії та Нідерландів.
Він брав участь у 72 колективних виставках по всій Югославії та за кордоном і мав 15 персональних виставок у Белграді, Мюнхені, Цюріху, Базелі та Берні в період з 1958 по 1970 рр.
Опус його можна розділити на п'ять основних тем, якими він займався: — «Множення об'єктів», «Звалища», «Склади», «Інтер'єри» та «Натюрморти».
Помер у Белграді 15 грудня 1970 року.

## Медіала
1957 року разом із групою художників заснував групу «Медіала», що представлена молодими художниками, письменниками, філософами, архітекторами, композиторами. Усі члени Медіали мали одну спільну ідею: нескінченну любов до мистецтва та нескінченну віру в його загальну силу. Членами Mediala були: Оля Іваніцкі, Леонід Шейка, Міро Главуртич, Сініша Вукович, Коста Брадіч, Урош Тошкович, Міодраг Дадо Джурич, Любомир Попович, Володимир Велічковіч, Міліч Станкович, Мілован Відак, Светозар Самурович і Владан Радованович.
Перша виставка під назвою Медијална истраживања («Медіадослідження») відбулася в галереї Графички колектив, на якій були представлені Оля Іваніцкі, Леонід Шейка, Міро Главуртіч, Владан Радованович.
Група Медіала мала 12 виставок.